# NGC 7486
NGC 7486 – gwiazda podwójna znajdująca się w gwiazdozbiorze Pegaza. Zaobserwował ją Ralph Copeland 25 sierpnia 1871 roku i skatalogował jako obiekt typu „mgławicowego”. Baza SIMBAD jako NGC 7486 podaje znajdującą się niedaleko na niebie galaktykę LEDA 70478 (PGC 70478).